# 艾拉倫
艾拉倫是一家生物製藥公司，致力於發現、開發與應用「RNAi核醣核酸干擾機轉」治療遺傳性疾病。艾拉倫成立於2002年，總部位於美國麻塞諸塞州劍橋市，2016年曾入圍富比士「100家最具創新力的成長型公司」名單。

## 歷史沿革
艾拉倫是由科學家Phillip Sharp、Paul Schimmel、David Bartel、Thomas Tuschl、Phillip Zamore，還有投資人Christoph Westphal與John Kennedy Clarke於2002年從Max Planck生物物理化學研究所拆分成立，John Maraganore為創始CEO。艾拉倫是以獵戶座腰帶上的一顆恆星-- Alnilam命名，後來為了公司的獨特性，而改變拼寫。
2003年，艾拉倫與德國製藥公司Ribopharma AG合併，並從私募股權基金獲得2460萬美元的資金。 
2004年，2月27日艾拉倫申請了首次公開招股，共籌集了2600萬美元，並開始以ALNY的名義在納斯達克證券交易所進行交易。
2005年，與美敦力公司(Medtronic)合作共同開發複合性藥物(藥品/醫材結合)，治療神經退化性疾病。
2006年，與百健公司(Biogen Idec)合作，開發治療進行性多灶性白質腦病(PML)的方法。
2007年，與Hoffmann-La Roche建立了一個非排他性聯盟，其中艾拉倫以其技術平台的使用權換取3.31億美元；同年，與Ionis製藥公司合作成立了Regulus Therapeutics公司，專注於小分子核醣核酸(microRNA)療法。
2009年，艾拉倫與Cubist Pharmaceuticals和Kyowa Hakko Kirin結為聯盟，銷售一款針對呼吸道融合細胞病毒的藥物。
2010年，擴大之前與美敦力醫療產品公司的合作，將CHDI基金會加入亨丁頓舞蹈症的重點研究中。
2011年，與葛蘭素史克公司(GlaxoSmithKline)合作開發核醣核酸干擾療法(RNAi)，以增強疫苗生產。
2012年，與孟山都公司(Monsanto)建立了為期10年的聯盟，通過開發用於作物保護的天然分子，為農業開發生物技術提供解決方案。同年，與賽諾菲健贊公司(Sanofi Genzyme)建立了合作關係，共同開發治療澱粉樣多發性神經病變，為一種發生在亞洲的遺傳性疾病。
2013年2月，與麥迪遜醫藥公司(Medicines Company)進行合作，開發治療高膽固醇遺傳形式的藥物。7月，第一期臨床試驗中數據顯示，艾拉倫證明了可以將甲狀腺素運載蛋白(transthyretin, TTR)明顯減少，並證明透過靜脈注射和皮下給藥方式對人體的療效。
2014年，賽諾菲健贊公司以7億美元收購了艾拉倫12%的股份，並得到了艾拉倫幾種藥物的權利。另外，艾拉倫也宣布以2500萬美元的現金和1.5億美元的股票收購默克藥廠的Sirna Therapeutics公司。
2015年，艾拉倫收入為4100萬美元，市值為52億美元。
2016年，艾拉倫總公司在麻薩諸塞州諾頓市購買了土地，以建立一個生產設施。10月，產品revusiran的第三期臨床試驗由於試驗中藥物組的死亡人數增加而被停止，終止該化合物的開發。
2019年，來台灣登記成立分公司。
2020年2月，艾拉倫總公司任命前賽諾菲健贊基因公司首席執行官Olivier Brandicourt為董事會成員，同年正式在台灣設立辦公室 。

## 產品
2016年，艾拉倫製藥在遺傳醫學、心臟代謝疾病和肝臟感染性疾病方面，共有18種處於不同開發階段的潛在治療方法。
2018年，藥物Onpattro（patisiran）成功獲得美國FDA核准，並於2020年也獲得台灣食藥署核准，為美國FDA跟台灣食藥署首支批准的RNAi 藥物，將用於治療家族性澱粉樣多發性神經病變（hereditary transthyretin-mediated amyloidosis, hATTR; familial amyloidotic polyneuropathy (FAP)）。
2019年，藥物GIVLAARI（givosiran）獲得美國FDA 核准，成為第二支獲准的RNAi藥物，用於治療成人急性肝性紫質症（acute hepatic porphyria, AHP）。
2020年，藥物OXLUMO（lumasiran）獲得美國FDA核准，用於治療原發性高草酸尿症第1型( Primary Hyperoxaluria Type 1, PH1 )。

## 外部連結
- 官方網站 （页面存档备份，存于）
- Alnylam on ClinicalTrials.gov （页面存档备份，存于）